# يان موراي
يان موراي (بالإنجليزية: Ian Murray)‏ (20 مارس 1981 إدنبرة المملكة المتحدة - ) هو لاعب كرة قدم بريطاني يلعب كمدافع.

## روابط خارجية
- يان موراي على موقع الاتحاد الإسكتلندي (الإنجليزية)
- يان موراي على موقع قاعدة بيانات كرة القدم.إي يو (الإنجليزية)
- يان موراي على موقع ناشيونال فوتبول تيمز (الإنجليزية)
- يان موراي على موقع Soccerbase.com (لاعب) (الإنجليزية)
- يان موراي على موقع عالم كرة القدم.نت (الإنجليزية)